# Cantonul Chabanais
Cantonul Chabanais este un canton din arondismentul Confolens, departamentul Charente, regiunea Poitou-Charentes, Franța.

## Comune
- Chabanais (reședință)
- Chabrac
- Chassenon
- Chirac
- Étagnac
- Exideuil
- La Péruse
- Pressignac
- Saint-Quentin-sur-Charente
- Saulgond
- Suris